# Tamias dorsalis
Tamias dorsalis är en däggdjursart som beskrevs av Baird 1855. Den ingår i släktet jordekorrar och familjen ekorrar. IUCN kategoriserar arten globalt som livskraftig.

## Underarter
Catalogue of Life och Wilson & Reeder skiljer mellan följande sex underarter:
- T. dorsalis dorsalis
- T. dorsalis carminis
- T. dorsalis grinnelli
- T. dorsalis nidoensis
- T. dorsalis sonoriensis
- T. dorsalis utahensis

## Beskrivning
Pälsens grundfärg är grå med mörka längsstrimmor på ryggen. Till skillnad från många andra jordekorrarter, har den inga vita strimmor mellan de mörka. Sidorna är ljusbruna, och undersidan krämfärgad. Svansen är buskig med svart ovansida och kanelbrun undersida. Kroppslängden varierar mellan 22 och 25 cm. Arten har 22 tänder, honorna har 8 spenar. Honorna är tydligt större än hanarna med en vikt mellan 70 och 74 g, mot hanarnas 61 till 64,5 g.
De olika underarterna identifieras genom olikheter i skelettet, pälsmönster och tandformler. Hos hanarna är även penisbenets utformning ett viktigt kännetecken, både för att identifiera underarter och för artbestämning.

## Ekologi
Arten föredrar klippiga habitat, i bergen gärna med växtlighet i form av gran, gultall, en, tallarter och ekar. Den kan förekomma både i fuktig vegetation längs vattendrag och i buskage i ökenliknande områden. I norra delen av sitt utbredningsområde kan den påträffas bland lönnarter, buskartade malörtsväxter och fetmållor, medan den i söder uppträder bland fuktkrävade medlemmar av bland andra smultronträdssläktet och mjölonsläktet. Arten är främst marklevande, men den kan klätta i klippor och ibland i växtlighet. Bona inrättas bland klippor, bergsspringor, underjordiska håligheter och i träd. Arten avlägsnar sig sällan långt från boet.

### Föda och predation
Arten är främst aktiv under morgon- och sena eftermiddagstimmarna, med en inaktivitetsperiod mitt på dagen. Den är en allätare med stark betoning på vegetabilier, som enbär, ekollon och frön, men kan även ta örter, småfåglar, ägg, insekter och andra leddjur. Födan tas i regel inte på större avstånd än 100 m från boet. Den kan samla mat i kindpåsarna och ta den till olika förråd.
Själv utgör jordekorren föda åt amerikansk sparvhök, trasthök, sparvfalk, prärievarg, nordamerikansk grävling, långsvansad vessla, skallerormar och tamkatt.

### Fortplantning
Litet är känt om artens fortplantning. Det förefaller som om flera hanar tävlar om en hona. Majoriteten av parningarna sker i mars, men kan förmodligen inträffa från januari till juni. Honan får en kull per år, som vanligen föds under april till juli. De 4 till 6 ungarna stannar i boet omkring en månad.

## Utbredning
Utbredningsområdet omfattar sydvästra USA och norra Mexiko från Idaho genom Arizonas bergstrakter till västra New Mexico i USA, samt från Sonora över västra Chihuahua (delstat) till nordöstra Sinaloa och nordvästra Durango i Mexiko.

## Bildgalleri

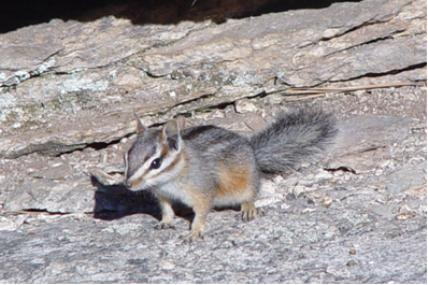